# Bert Mosselmans
Bert Mosselmans (1969 Duitsland) is een Nederlands hoogleraar economie en filosofie. Zijn onderzoek focust op de geschiedenis van het economisch denken en meer specifiek op microeconomie en industriële organisatie in de 19e en de eerste helft van de 20e eeuw.

## Academische carrière
Aan de Vrije Universiteit Brussel haalde Mosselmans de graden van licentiaat Handelsinginieur (1992), licentiaat filosofie (1994) en doctor in de economie (1999).
Tussen 2007 en 2014 was hij decaan van het Vesalius College.
Sindsdien is hij professor economie en filosofie aan het University College Roosevelt, in Middelburg.

## Werk
Mosselmans publiceert vooral over de geschiedenis van het economisch denken en de geschiedenis van de filosofie en in het bijzonder over William Stanley Jevons, een 19e-eeuws filosoof en econoom.
Zijn onderzoek verscheen onder andere in The European Journal of the History of Economic Thought en History of Political Economy. Hij schreef ook het lemma over Jevons in de Stanford Encyclopedia of Philosophy
Bert Mosselmans verkreeg de Best Article Award van European Society for the History of Economic Thought in 2000 en de Joseph Dorfman Award van de History of Economics Society in 2001.
- Bibsys: 1081220
- Bibliothèque nationale de France: cb14502820w (data)
- Gemeinsame Normdatei: 17178491X
- International Standard Name Identifier: 0000 0000 4668 1842
- Library of Congress Control Number: n99028422
- NARCIS: PRS1336439
- Nationale Bibliotheek van Tsjechië: mub20201078917
- Nationale Bibliotheek van Israël: 987007424481705171
- Nederlandse Thesaurus van Auteursnamen: 171646231
- Réseau des bibliothèques de Suisse occidentale: 02-A008675633
- Système universitaire de documentation: 113150024
- Virtual International Authority File: 46992360
- WorldCat: E39PBJrm9KmKVbcXyQJdkvjjYP